# 岩城真美
岩城 真美（いわき まさみ、1976年8月29日 - ）は神奈川県出身の射撃選手。アトランタオリンピック代表。明治大学卒業。

## 略歴
- 高校時代に部活で射撃を始める。
- 1996年 19歳で五輪出場。アトランタオリンピックのエア・ライフルで31位。
- 1998年 春季関東学生選手権でフリーライフル3姿勢で1位。